# 柏原義則
柏原 義則（かしはら よしのり、1900年（明治33年）2月25日 - 1971年（昭和46年）4月30日）は、日本の政治家、宗教家。衆議院議員（3期）。

## 経歴
徳島市幟町に生まれる。徳島県立徳島中学校、第六高等学校卒業後、京都帝国大学文学部社会学科へ進学し卒業。
大学卒業後は天理教が中心となって設置した奈良県の天理中学校に奉職し校長まで務め、後に徳島に戻り天理教徳島教区長・天理教名東大教会長を歴任した。
1946年（昭和21年）、第22回衆議院議員総選挙で当選し、1952年（昭和27年）まで3期を務めた。1949年（昭和24年）には第3次吉田内閣で文部政務次官を務めた。
1970年（昭和45年）、春の叙勲で勲三等旭日中綬章受章。1971年（昭和46年）4月30日、奈良県天理市で没する。死没日をもって正八位から正五位に叙される。